# Drug Metabolism and Disposition
Drug Metabolism and Disposition è una rivista scientifica sottoposta a revisione paritaria, che si occupa di farmacologia e tossicologia. È stata fondata nel 1973 ed è pubblicata trimestralmente dall'American Society for Pharmacology and Experimental Therapeutics. Dalk 1995 la periodicità è divenuta mensile. La rivista pubblica articoli su studi in vitro e in vivo sul metabolismo, il trasporto e la disposizione di farmaci e sostanze chimiche ambientali, compresa l'espressione degli enzimi che metabolizzano i farmaci e la loro regolazione. A partire dal 2022, il caporedattore è XinXin Ding
Tutti i numeri sono disponibili online in formato PDF. Le versioni testuali sono disponibili a partire dal 1997. a partire dal 1997,m si applica una finestra editoriale di 12 mesi dalla data di pubblicazione.

## Storia
Drug Metabolism and Disposition è stata fondata nel 1973 da Kenneth C. Leibman. La frequenza iniziale era bimestrale e nel 1995 è diventata mensile. La rivista è stata pubblicata per conto della società dalla Williams & Wilkins fino alla fine del 1996.

## Indicizzazione
Gli abstract e gli articoli sono indicizzati dai seguenti database bibliografici:
- BIOSIS Previews;
- Chemical Abstracts;
- Chemical Abstracts Service;
- Current Contents/Life Sciences;
- EMBASE;
- MEDLINE;
- META[4];
- Science Citation Index.